# 王勇平
王勇平（1955年—），男，湖南衡阳人，中华人民共和国政治人物。大学本科学历，高级政工师，曾任中华人民共和国铁道部政治部宣传部部长、新闻发言人、铁路合作组织駐波兰华沙的中方委员。
因2011年甬台温铁路列车追尾事故后新闻发布会上一句“至于你信不信，我反正信了”的言论而深受争议及质疑，该言论亦成为网络流行语并被恶搞。

## 生平
1973年参加工作，1992年至1997年任广铁集团公司党委宣传部副部长、部长，1997年至1999年任羊城铁路总公司党委副书记，1999年至2003年任广州铁路公安局党组书记。2003年任铁道部政治部宣传部部长、新闻发言人。
2011年8月16日因为在新闻发布会上出言不逊引爆民怨，被铁道部职务调整，不再担任铁道部新闻发言人、政治部宣传部部长职务，由原哈尔滨铁路局党委书记韩江平接任。王勇平的级别待遇未变，去向待定。
2011年10月起，王勇平赴波兰华沙担任铁路合作组织中方委员，待遇职务等级均未变动，至2014年1月底回國，任铁路总公司文联主席；至2015年11月28日退休。
王勇平酷爱诗歌、散文，是中国作家协会会员、任中国书法家协会理事、中国铁路书法家协会主席、铁道部文联副主席。 从1980年代开始发表诗歌和散文。迄今为止共出版四部诗集、五部文集。

## 争议
2011年甬台温铁路列车追尾事故发生后，王勇平主持召开相关的新闻发布会。当解释“掩埋车体是为了救援方便”时所说的「目前他的解释理由是这样，至于你信不信，我反正信了」一时间成为中国网络流行语。
在事故的新闻发布会上，他面带笑容，在被问到为什么官方曾宣布车厢内在因已无生命迹象，宣布救援结束后还会发现一名女童生还者（项玮伊，灾难当时2岁半）的问题时，王勇平称“這只能說是生命的奇蹟”。
中國網民對王勇平的說詞非常不滿，在微博發起「至於你信不信，我反正信了」造句比賽，引發網友熱切迴響。內容載明：「優勝者將可獲得10萬Q幣和鐵道部『發言人』職務，至於你信不信，我反正信了。」廣東《新週刊》雜誌社在官方微博中把王勇平稱為「邏輯帝」，還設計一件印有「至於你信不信，我反正是信了」的T恤，T恤標籤上還印著鐵路標誌。
2015年11月28日王勇平退休后，在接受采访时首次回应了这一事件。对于这两句引发争议的回答，他认为“至于你信不信，我反正信了”这一句话“或许换一种表达可能更好些”，表示这一句是为了得到媒体的信任而下意识补充的。对于当时网络上盛传埋车头是“掩盖证据，掩盖事实”，他认为“这是举世皆知的事故，任何方式也掩盖不了”。而对于“这是一个奇迹”，他认为在列车已经经过了多次地毯性的搜救、并且生命探测仪也显示没有生命迹象的情况下，铁道部事实上一直也没有停止搜救，即便起吊列车时也是分层起吊，这才有可能发现幸存的小伊伊。他认为小伊伊顽强的生命力本身确实是一种奇迹，将这句话引起的反应归结于“主要还是我没说清楚”。

## 著作
- 《秋山驿路》 花城出版社，2000年
- 《铁路跨越式发展新理念》 中国铁道出版社，2006年
- 《彼岸掠影──一个中国政府部门新闻发言人在美国的见闻》 當代世界出版社，2006年6月
- 《路情教育读本》 中国铁道出版社，2007年9月
- 《铁路职业道德》 中国铁道出版社，2007年9月
- 《挺起钢铁脊梁-2008年中国铁路抗击低温雨雪冰冻灾害纪实》 铁道部政治部宣传部，2008年
- 《在诗的王国里》 线装书局，2013年5月初版，ISBN 9787512009370
- 《维斯瓦河畔》 中国书籍出版社，2014年8月初版，ISBN 9787506841733
- 《行走在亚欧大陆桥上》 中国铁道出版社，2015年9月
- 《发布台》 中国传媒大学出版社，2021年4月，ISBN 9787565729140